# Société des Amis du Vieux Saint-Antonin
 (mars 2022).
Si vous disposez d'ouvrages ou d'articles de référence ou si vous connaissez des sites web de qualité traitant du thème abordé ici, merci de compléter l'article en donnant les références utiles à sa vérifiabilité et en les liant à la section « Notes et références ».
La Société des Amis du Vieux Saint-Antonin est une société savante française qui œuvre à la connaissance, la protection, la valorisation du patrimoine historique et naturel de la région de Saint-Antonin-Noble-Val en Tarn-et-Garonne, aux confins du Quercy, du Rouergue et de l'Albigeois.

## Présentation
La Société des amis du vieux Saint-Antonin et de sa région en Rouergue, Quercy, Albigeois est créée en 1943 et se réunit régulièrement en mairie de Saint-Antonin-Noble-Val, son siège social.
Son but principal est la protection des sites et monuments, mais aussi agit sur ce qui a trait à l’histoire et l’archéologie locales, la préhistoire, l’iconographie et l'historiographie de l’ancienne juridiction de Saint-Antonin et de sa région.

## Principales activités
La Société des Amis du Vieux Saint-Antonin s'implique dans la recherche historique, la connaissance du patrimoine, sa protection.  
Elle suit de près les dossiers tels que le musée (dont elle avait la gestion avant la fermeture en vue d'un réaménagement complet), l'aménagement de la place des Moines (au bord de l'Aveyron), l'aménagement des chaussées et des moulins sur les rivières du secteur (Aveyron, Bonnette), le système des canaux intérieurs  dans la ville.  
Elle a proposé la création d'un Centre de conservation archéologique en 2021 ; un appel à projet a été lancé en avril 2022. 
En outre, elle participe à l'animation culturelle par ces actions ou ateliers : 
- Visites de la maison romane de Saint-Antonin
- Occitan : promotion et cours d'occitan
- Sentiers et randonnées : création, balisage, entretien de sentiers
- Salon d'art contemporain
- Journées Urban Sketchers
- Conférences[3]
- Botanique : Cercle des jardiniers
- Atelier de reliure...

## Publications
Le bulletin annuel (tirage, mode de diffusion?) et les publications sont désormais numérisées et mises en ligne dans une bibliothèque numérique.
D'autres publications touchent à l'histoire de la région:
- Per çò Nòstre 2004  Évocation nostalgique par l’auteur (Pierre Bayrou) du passé de St-Antonin, écrit en occitan et traduit en français par André Vignoles
- Comptes Consulaires de Saint-Antonin (Tome I)  2003 Transcription en occitan de comptes consulaires de St-Antonin entre 1325 et 1363
- Guide illustré de Saint-Antonin 2004  La ville – Son histoire, ses monuments, sa région (géologie, spéléologie, préhistoire, flore, faune) Sites et excursions.
- Noms de lieux  (André Vignoles)  2004 Petit fascicule sur la toponymie de Saint-Antonin
- DVD ou CD  2005 Évocation audio de l’histoire de Saint-Antonin par Georges Julien (MP3) (Diffusée sur Radio Noble Val en 1983 et 1984
- « En parcourant les archives » Histoire de Saint-Antonin (Jean Donat)  2005 Histoire de Saint-Antonin & 2011 (Compilation des écrits de Jean Donat) Réédité en 2011
- Guide des sentiers de petite randonnée  2016 Divers circuits pédestres autour de Saint-Antonin (cartes IGN incluses)
- Comptes consulaires de Saint-Antonin (Traduction du Tome I) 2011 Traduction du tome I des comptes consulaires de Saint-Antonin
- Comptes consulaires de Saint-Antonin  2011 Traduction du tome II des comptes consulaires Saint-Antonin entre 1376 et 1453
- La maison romane « vue de près » (Photos Karin Mussfeldt Gerhard Bosinski) 2015 Photographies détaillées des sculptures de la maison romane
- Expositions d’art contemporain  Catalogues des différentes éditions
- Exposition des photos Eugène Trutat, Amélie Galup 2017
- Histoire des migrants dans notre région 2018 DVD réalisé avec l’AVQR (Association Vidéo Quercy-Rouergue)
- St-Antonin Guide book 2019  En anglais, guide de découverte de la cité de St-Antonin (Nick Coulson)
- St-Antonin redécouvert  2020 Guide de découverte de la cité de St-Antonin  traduction et adaptation du Guide anglais

## Bibliothèque numérique
La Savsa propose une bibliothèque numérique où sont indexés et publiés les 59 bulletins parus depuis l'origine de la Société ainsi que d'autres documents ayant un rapport avec l'histoire de Saint-Antonin et des environs.